# Fatmire Alushi
Fatmire "Lira" Alushi (Istog, 1 april 1988) – geboren als Fatmire Bajmaraj – is een Kosovaars-Duits voetbalster die bij voorkeur als offensieve middenvelder speelt. Zij tekende in 2014 bij Paris Saint-Germain.

## Clubcarrière
Alushi verruilde in 2009 FCR 2001 Duisburg voor Turbine Potsdam, waar zij in twee seizoenen 29 doelpunten in 40 competitiewedstrijden maakte. Zowel in 2010 als 2011 werd ze landskampioen met Turbine Potsdam. Haar prestaties bij Alushi leverden haar een derde plaats in de verkiezing voor de FIFA Ballon d'Or 2010 bij de vrouwen. In 2011 trok de Duitse naar 1. FFC Frankfurt. In 2014 ging Alushi haar eerste buitenlandse avontuur aan bij het Franse Paris Saint-Germain.

## Interlandcarrière
Alushi debuteerde in 2005 voor Duitsland, waarmee ze in 2007 op negentienjarige leeftijd het WK 2007 in China won. Het jaar erop behaalde ze met het Duits nationaal elftal de bronzen medaille op de Olympische Zomerspelen 2008 in Peking.